# Olena Olinik
Olena Olinik (en ucraïnès Олена Олійник) (3 de maig de 1989) és una ciclista ucraïnesa, professional del 2009 al 2014.